# Fuzz (groupe)
Pour les articles homonymes, voir Fuzz.
Fuzz est un groupe américain de rock, originaire de San Francisco, en Californie.

## Historique
Fuzz est formé en 2011 par le multi-instrumentiste Ty Segall et son ami et partenaire musicien de longue date, Charlie Moothart. Ils sont rejoints peu après par Chad Ubovich, officiant à la basse. Connu avant tout pour ses prouesses de guitariste en solo, Ty prend ici la place du batteur-chanteur. Ils sont aussi rejoints par le bassiste Roland Cosio,.
Concernant les origines du groupe, Moothart note que le projet a démarré de chez lui : « J'étais assis chez moi un jour, avant d'être dans le groupe Ty ou n'importe quoi d'autre, à me demander si c'était difficile d'écrire une chanson de hard rock. Je me demandais si le résultat serait ridicule ou tout simplement de la merde. Je me suis essayé et j'ai montré ça à Ty. Il a adhéré, et on a commencé à jammer ensemble. C'était plus que marrant. Il disait jouer de la batterie. On voulait jouer de la musique comme ça, et voir si c'était possible. »
Un premier album studio, intitulé Fuzz, est publié le 1er octobre 2013. En tournant en soutien à l'album, Chad Ubovich (des groupes Meatbodies et Mikal Cronin) remplace Cosio à la basse.
En octobre 2015, Fuzz publie un deuxième album, II, écrit d'une manière plus collaborative que n'ont jamais fait les membres. Ubovich note que l'écriture de II diffère des précédentes collaborations.

## Discographie

### Albums studio
- 2013 : Fuzz
- 2015 : II
- 2020 : III

### Singles
- 2012 : This Time I Got a Reason
- 2013 : Sleigh Ride
- 2013 : Sunderberry Dream